# Haruo Wako
Haruo Wakō, född 12 juni 1948 i Shiogama i Miyagi prefektur, död 4 november 2023 i Osaka, var en av medlemmarna i Japanska röda armén (JRA).
Haruo Wakō och två andra medlemmar i Japanska röda armén var delaktiga i ockupationen av den franska ambassaden i Haag 1974. 1975 intog Wako och några andra medlemmar i JRA den amerikanska ambassaden i Kuala Lumpur. Båda ockupationerna resulterade i att krav om att 6 medlemmar i JRA skulle släppas från fängelser i Japan tillgodosågs.
Den 23 mars 2005 dömdes Wakō till livstids fängelse i Japan.